# Bill Nicholls
Bill Nicholls (Port Vila, 3 giugno 1993) è un calciatore vanuatuano, attaccante del Magenta.

## Carriera

### Club
Ha giocato nel campionato vanuatuano e neocaledoniano.

### Nazionale
Ha esordito in Nazionale nel 2016, partecipando alla Coppa d'Oceania dello stesso anno.